# Radio Dabanga
Radio Dabanga (ook: Radio Darfur) is een Nederlandse radiozender die onafhankelijk nieuws en informatie uitzendt naar de regio Darfur in Soedan en de vluchtelingenkampen in Tsjaad.
Via de korte golf belicht Radio Dabanga op journalistieke en onafhankelijke wijze het nieuws uit Darfur met een zo groot mogelijke diversiteit van standpunten. De redactie bestaat volledig uit journalisten uit Darfur, die in het najaar van 2008 zijn opgeleid. Ook wordt gebruikgemaakt van een groeiend netwerk van journalisten en correspondenten in Soedan en Tsjaad. Sinds 1 december 2008 worden dagelijks twee en een half uur lang programma’s uitgezonden, Soedanese tijd: 07.30-08.30 en 18.30-20.30 en UTC 04.30-05.30 en 15.30-17.30. De programma’s worden uitgezonden in vijf verschillende talen, in het Standaard Arabisch, Darfur Arabisch, Fur, Masalit, Meidob, Iringa en Zaghawa. Dit om zo veel mogelijk Darfuri te kunnen bereiken.

## Ontstaansgeschiedenis
Radio Dabanga is voortgekomen uit de actie ‘Tot zover! Darfur’, een initiatief van Netwerk presentator Aart Zeeman en Tineke Ceelen, directeur van Stichting Vluchteling. Het doel was om Nederlanders meer bewust te maken van het geweld in de Soedanese regio Darfur. Een lange lijst journalisten, media en professionals van hulp-, vredes- en mensenrechtenorganisaties, sloten zich aan bij het ‘mediaoffensief’. Naar aanleiding van de actie Tot zover! Darfur is het idee ontstaan een radiostation op te zetten: Radio Dabanga. De initiatiefnemers van Radio Dabanga vormen samen een coalitie van partijen. Daarnaast worden bijdragen geleverd door zowel Soedanese als Nederlandse journalisten, mediaontwikkelingsorganisaties, internationale donoren en een breed scala van maatschappelijke organisaties en bedrijven. De ontwikkeling en uitwerking van Radio Dabanga wordt gedaan door Free Press Unlimited in Amsterdam.

## Het doel van Radio Dabanga
Ten grondslag aan Radio Dabanga ligt de overtuiging dat onafhankelijke en vrije media bijdragen aan ontwikkeling en democratie. Het ontbreken van toegang tot onafhankelijke en objectieve bronnen van informatie vergroot uitzichtloosheid, het wantrouwen en de onzekerheid in conflictgebieden zoals Darfur. Burgers weten nauwelijks hoe het conflict en het vredesproces zich ontwikkelt wegens gebrek aan informatie. De informatie die ze bezitten is vaak gebaseerd op geruchten of komt uit onbetrouwbare bronnen waardoor veel burgers in onzekerheid leven. Bovendien neemt het wantrouwen tussen burgers toe, waardoor het conflict zich langer blijft voortslepen. Door het aanbieden van onafhankelijke, betrouwbare en objectieve informatie, wil Radio Dabanga de onzekerheid, de angst en het wantrouwen wegnemen en de dialoog tussen Darfuri bevorderen.